# Кюнер
Кю́нер (нім. Kühner) — прізвище.

## Відомі носії
- Кюнер Василь Васильович[ru] (1840—1911), композитор.
- Кюнер Микола Васильович (1877–1955), сходознавець, історик, етнограф.
- Рафаель Кюнер[ru] (1802—1878), німецький філолог, педагог.
- Робер Кюнер[ru] (1903—1996), французький міколог.
- Кюнер Фридрих Едуардович (бл. 1880 — після 1944), архітектор, цивільний інженер, працював у місті Одеса.